# Michel Kamanzi
Pour les articles homonymes, voir Kamanzi.
Michel Kamanzi (né le 29 septembre 1979 à Bujumbura au Burundi) est un joueur de football international rwandais, qui évoluait au poste de milieu de terrain.

## Biographie

### Carrière en club
Michel Kamanzi joue en Allemagne et en Belgique, dans les divisions inférieures.

### Carrière en sélection
Michel Kamanzi joue en équipe du Rwanda entre 2000 et 2004. Il reçoit notamment cinq sélections lors de l'année 2004.
Il participe avec l'équipe du Rwanda à la Coupe d'Afrique des nations 2004 organisée en Tunisie. Lors de cette compétition, il joue deux matchs comme titulaire, contre la Guinée et la RD Congo. Il inscrit un but contre la Guinée.